# Gitara elektryczno-akustyczna

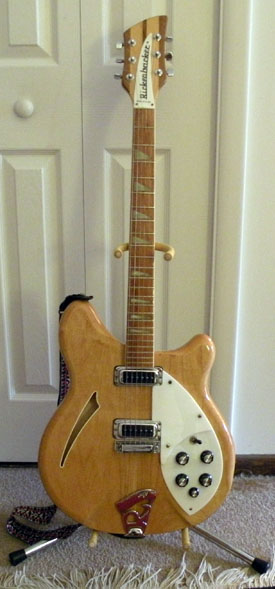
Rickenbacker 360: gitara elektryczno-akustyczna typu semi-hollow body.

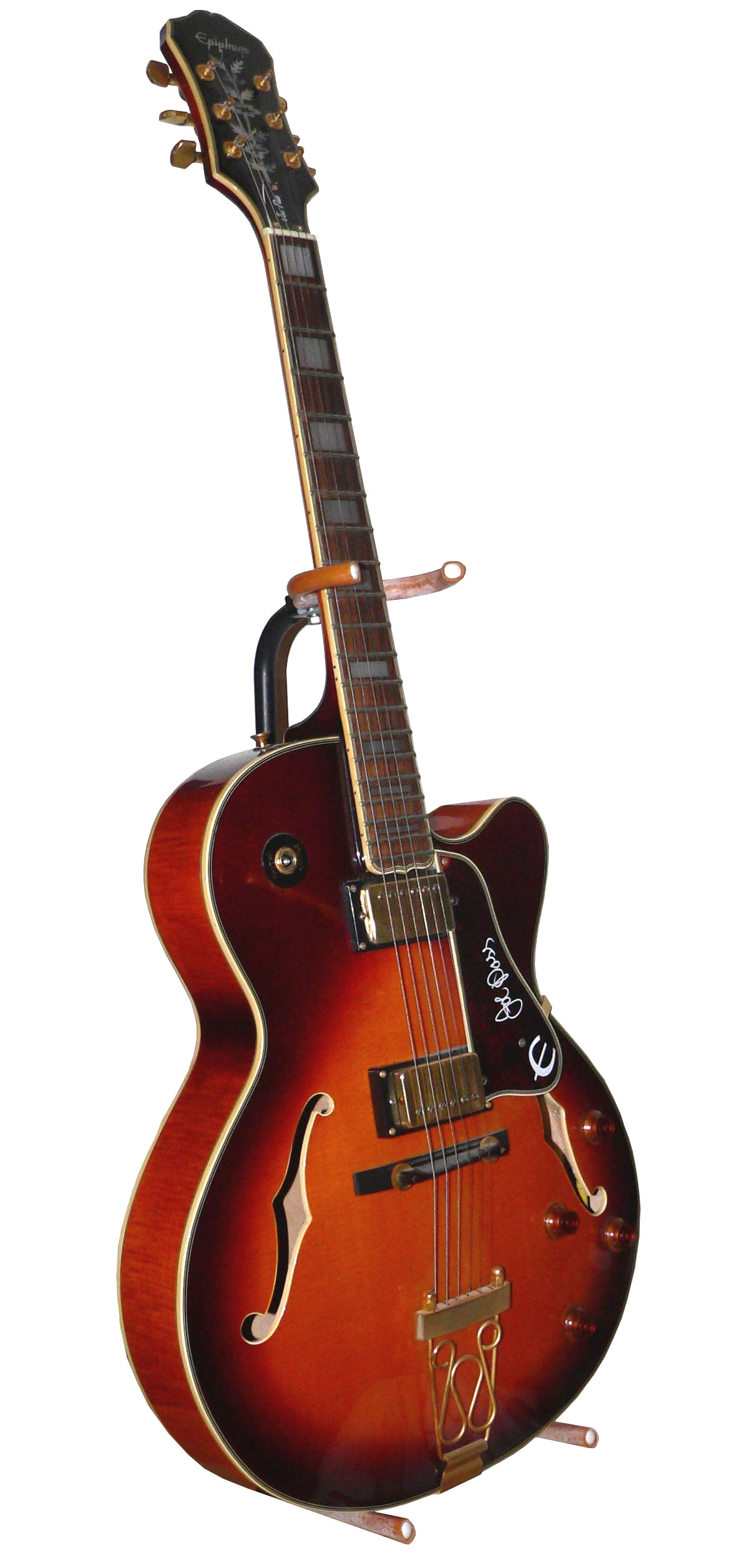
Epiphone Emperor: gitara elektryczno-akustyczna typu Arch Top.

Gitara elektryczno-akustyczna – gitara posiadające pudło rezonansowe Arch Top lub Semi-hollow body wyposażona podobnie jak gitary elektryczne w przetworniki elektromagnetyczne. Od gitar akustyczno-elektrycznych różni się budową (akustyczno-elektryczne posiadają pudło rezonansowe typu Flattop) oraz zastosowaniem przetworników elektromagnetycznych zamiast przystawek.
Gitary te są dość specyficzne. Używa się ich w grze jazzowej, pojawiają się również w bluesie.
Podczas gry na takiej gitarze typu Arch Top dominuje dźwięk elektryczny, słychać jednak element akustyczny, prawie niedosłyszalny w gitarach z półpudłem.